# Ruel Sotiriou
Ruel Sotiriou (Edmonton, 24 de agosto de 2000) es un futbolista británico, nacionalizado chipriota, que juega en la demarcación de delantero para el Bristol Rovers F. C. de la English Football League One.

## Selección nacional
Tras jugar en las categorías inferiores de la selección, finalmente hizo su debut con la selección absoluta de Chipre el 21 de marzo de 2024 contra Letonia en un partido amistoso que finalizó con un resultado de empate a uno tras el gol de Ioannis Pittas para Chipre, y de Andrejs Cigaņiks para Letonia.

## Clubes
| Club                                      | País       | Año       | Partidos | Goles |
| ----------------------------------------- | ---------- | --------- | -------- | ----- |
| Leyton Orient F. C.                       | Inglaterra | 2017-2018 | 5        | 0     |
| Heybridge Swifts FC (cedido)              | Inglaterra | 2018      | 3        | 2     |
| Leatherhead FC (cedido)                   | Inglaterra | 2018      | 3        | 1     |
| Bishop's Stortford F. C. (cedido)         | Inglaterra | 2018      | 3        | 0     |
| Chelmsford City FC (cedido)               | Inglaterra | 2018      | 2        | 0     |
| Hampton & Richmond Borough F. C. (cedido) | Inglaterra | 2019      | 9        | 6     |
| Dover Athletic F. C. (cedido)             | Inglaterra | 2019      | 3        | 3     |
| Leyton Orient F. C.                       | Inglaterra | 2019-2024 | 168      | 38    |
| Bristol Rovers F. C.                      | Inglaterra | 2024-     | 43       | 6     |